# Oryzopsis contracta
Oryzopsis contracta är en gräsart som först beskrevs av Bertil Lennart Johnson, och fick sitt nu gällande namn av Rudolf Schlechter. Oryzopsis contracta ingår i släktet Oryzopsis och familjen gräs. Inga underarter finns listade i Catalogue of Life.